# Van Doude
Van Doude, pseudoniem van Doude van Herwijnen (Haarlem, 28 mei 1926 - Frankrijk, 18 augustus 2018), is een Nederlands film- en toneelacteur. Zijn meest bekende rollen zijn die in Love in the Afternoon, Le Signe du Lion, À bout de souffle en Je t'aime, je t'aime. Hij is een oom van de acteur Carol van Herwijnen.

## Selectieve filmografie
- 1949: Mission à Tanger van André Hunebelle: een cabaretbezoeker
- 1951: Paris chante toujours van Pierre Montazel
- 1957: Love in the Afternoon van Billy Wilder: Michel
- 1957: Pot-Bouille van Julien Duvivier: Hector Trublot
- 1958: Maxime van Henri Verneuil: Marcel
- 1959: Le Signe du Lion van Éric Rohmer: Jean-François Santeuil
- 1960: À bout de souffle van Jean-Luc Godard: Van Doude (zichzelf), Amerikaans journalist
- 1960: Crack in the Mirror van Richard Fleischer: de stagiaire
- 1961: Le Président van Henri Verneuil: een Engelse journalist
- 1962: The Trial van Orson Welles
- 1963: Als twee druppels water van Fons Rademakers: Inspecteur Wierdeman
- 1964: Une ravissante idiote van Édouard Molinaro: politieagent bij blokkade
- 1964: Mata Hari, agent H 21 van Jean-Louis Richard: politieagent bij uitgang bank
- 1966: Triple Cross van Terence Young: een officier in het complot
- 1966: De dans van de reiger van Fons Rademakers: Paul
- 1967: Le Désordre à vingt ans, documentaire van Jacques Baratier: zichzelf
- 1968: La mariée était en noir van François Truffaut: de inspecteur
- 1968: Je t'aime, je t'aime van Alain Resnais: Jan Rouffer
- 1969: Z van Costa-Gavras: ziekenhuisdirecteur
- 1970: Promise at Dawn van Jules Dassin: een officier
- 1971: Boulevard du rhum van Robert Enrico: een genodigde
- 1974: Stavisky van Alain Resnais: hoofdinspecteur Gardet
- 1977: Le Juge Fayard dit Le Shériff van Yves Boisset: gentleman farmer
- 1977: Bobby Deerfield van Sydney Pollack: de fluitist
- 1978: L'Argent des autres van Christian de Chalonge: president van het tribunaal
- 1979: Kort Amerikaans van Guido Pieters: vader van Erik
- 1988: Bernadette van Jean Delannoy: procureur Vital-Dutour
- 1992: Un cœur en hiver van Claude Sautet

## Toneel
- Joyeux Chagrins van Noël Coward
- 1952: Moeder Courage en haar kinderen van Bertolt Brecht
- 1960: Carlotta van Miguel Mihura
- 1965: Le Goûter des Généraux van Boris Vian
- 1966: La Calèche van Jean Giono
- 1969: Pygmalion van George Bernard Shaw
- 1971: Tout à l'heure van Jeannine Worms
- 1985: Les Gens d'en face van Hugh Withmore

- Biblioteca Nacional de España: XX4901476
- International Standard Name Identifier: 0000 0001 1496 8504
- Library of Congress Control Number: no2009150920
- Virtual International Authority File: 107568627